# Joshua J. Johnson
Joshua J. Johnson (* 10. Mai 1976) ist ein US-amerikanischer Leichtathlet, dessen Spezialdisziplin der 200-Meter-Lauf ist.

## Sportliche Erfolge
Gemeinsam mit John Capel, Bernard Williams und Darvis Patton gewann Johnson die Goldmedaille in der 4-mal-100-Meter-Staffel bei den Weltmeisterschaften 2003 in Paris. Mit 38,06 s lag die amerikanische Staffel dabei vor den Teams aus Brasilien und den Niederlanden auf dem ersten Platz. Beim Einzelstart im 200-Meter-Lauf belegte Johnson in 20,47 s den sechsten Rang.
Im gleichen Jahr war Johnson Sieger des Grand-Prix-Finales der Leichtathleten in Monaco im 200-Meter-Lauf.
Im Jahr 2001 war Johnson weltbester 200-Meter-Läufer. Er zählt mit seinen Bestleistungen im 100- und 200-Meter-Lauf zu den wenigen Sprintern, die sowohl die 10- als auch die 20-Sekunden-Marke unterboten haben.

## Bestzeiten
- 60-Meter-Lauf – 6,55 s (2002)
- 100-Meter-Lauf – 9,95 s (2002)
- 200-Meter-Lauf – 19,88 s (2001)

## Sonstiges
Bei einer Körpergröße von 1,91 m beträgt sein Wettkampfgewicht 91 kg.